# Pternopetalum wolffianum
Pternopetalum wolffianum är en flockblommig växtart som först beskrevs av Friedrich Karl Georg Fedde, och fick sitt nu gällande namn av Hand.-mazz. Pternopetalum wolffianum ingår i släktet Pternopetalum och familjen flockblommiga växter. Inga underarter finns listade i Catalogue of Life.